# Кортуза Маттиоли
Корту́за Маттио́ли, или Заржица (лат. Cortúsa matthióli) — многолетнее травянистое короткокорневищное поликарпическое (цветущее и плодоносящее многократно в течение жизни) розеточное растение с коротким густым опушением, по внешнему облику весьма похожее на некоторые виды первоцвета; типовой вид рода Кортуза семейства Первоцветные (Primulaceae). Реликт третичной флоры.
Редкое растение, хотя иногда встречается в изобилии; в некоторых странах находится под охраной. Используется в декоративном садоводстве, выращивается как комнатное растение; ранее использовалось как лекарственное растение.

## Название

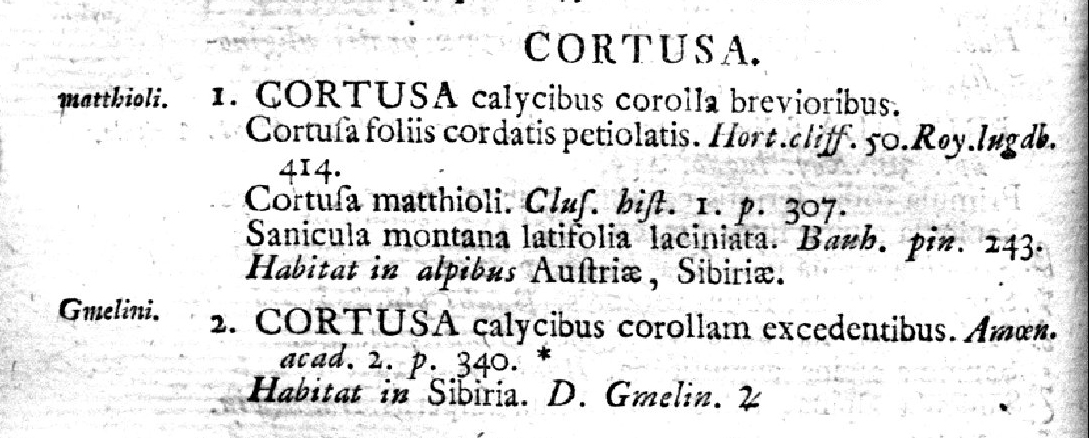
Описание кортузы Маттиоли в книге К. Линнея Species plantarum, 1753

Род Кортуза Шарлем Плюмье назван в честь профессора, хранителя Ботанического сада в Падуе Джакомо Антонио Кортузо (1513—1603). Видовое название (matthioli) дано Карлом Линнеем в первом издании Genera Plantarum в память гуманиста, врача и ботаника из Сиены Пьетро Андреа Маттиоли (1501—1578), известного, среди прочего, своими исследованиями трудов Диоскорида и одной из первых современных ботанических работ — Compendium de Plantis Omnibus una cum Earum Iconibus (1571).
В фармацевтике применялось латинское название Sanicula montana — по внешнему сходству с подлесником европейским (Sanicula europaea), который в Средние века применяли для заживления ран.
Утверждение Н. Анненкова (со ссылкой на Н. Амбодика-Максимовича) о происхождении русского народного названия заржица от польского zarzyczka является спорным. Ещё одно название — лечуха — вольный перевод с фармацевтической латыни (лат. sanare — лечить). Употреблявшееся в Пермской губернии России название пещерная трава указывает на характерную для данной местности среду обитания.

## Ботаническое описание

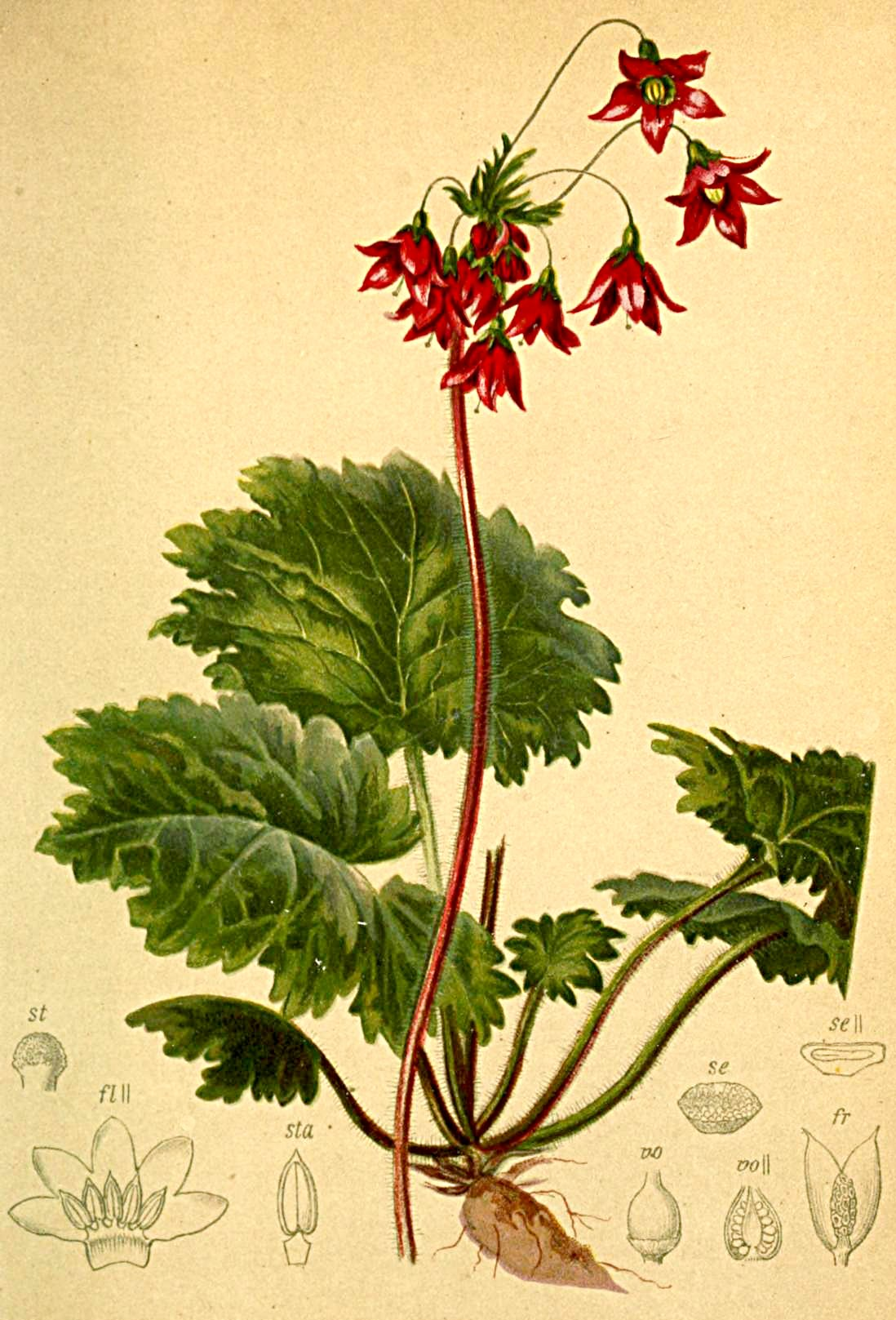
Ботаническая иллюстрация из книги Карла Вильгельма фон Далла Торре Atlas der Alpenflora, 1882

Многолетник высотой 20—30 (редко 40) см. Гемикриптофит. Опушение часто железисто-волосистое, степень опушённости значительно варьирует внутри популяции.
Короткое горизонтальное корневище нарастает симподиально. Хотя корневище у этого растения может ветвиться, вегетативно подвижным оно не является. Корни преимущественно имеют узловое кущение и являются придаточными (адвентивными). Корневище начинает формироваться у растений на стадии ювенильной (подрастающей) особи:195.
Базальные (первичные) листья с длинными, 6—13 см, черешками, в общем очертании округло-почковидные, неглубоко (до 1⁄4 поперечника) надрезанные на 7—13(15) полукруглых тупозубчатых лопастей с зубцами разной величины. Пластинка листа довольно крупная, округлая. Размеры листьев на одном взрослом растении варьируют от 3 до 9 см. Основание листа сердцевидное. Опушение из беловатых (рыжеватых) волосков. Сильнее опушены основание стебля и черешки листьев, нижняя сторона листа имеет опушение в основном по жилкам, верхняя сторона почти голая. У проростков, как правило, не более одного — двух листьев, часто с сохранившимися семядолями; при этом листовая пластинка округло-сердцевидная, без лопастей и зубцов. Ювенильные особи также несут один или два, реже три листа, но уже с развитым опушением. Листовые пластинки ювенильных растений — с хорошо различимыми лопастями; иногда на них заметны зубцы первого порядка. У имматурных (переходная форма в период усиленного образования вегетативных органов) особей от двух до четырёх листьев, а листовая пластинка в очертании очень схожа с листовой пластинкой взрослого растения, зубчато-лопастная. У генеративных особей листья могут быть более мелкими, чем у вегетативных:195.
Соцветие — зонтиковидное, из 4(10)—12(15) цветков на безлистной стрелке. Опушённая стрелка длиннее листьев, высотой 10—45 см; цветоножки — неравные, от 2 до 6 см длиной. Прицветники (обёртка) в основании зонтика короткие (длина от 8 до 12 мм), зубчатые, при основании разделены на один или два неравных ланцетных, цельнокрайных или зубчатых, часто неодинаковых листочка.
…при протерогиничной дихогамии не редкость, что готовое к восприятию пыльцы рыльце уже выдвигается из цветка, когда покроволистики ещё плотно сомкнуты и цветок производит вполне впечатление почки. Так обстоит дело у … Cortusa.
Цветки обоеполые, актиноморфные, чашечка и венчик разделены на пять частей. Цветки протерогинные, рыльце выступает из нераскрывшегося цветка. Цветок со спайнолепестным розовым (в начале цветения) и пурпурно-фиолетовым (редко белым) воронковидным или колокольчатым венчиком от 7 до 12 мм в диаметре, с малозаметной короткой трубкой, отгиб с острыми лопастями. Венчик рассечён до 1⁄3:193. Доли венчика цельные. Тычинок пять; пыльники длиннозаострённые. Тычинки выдаются из венчика:343. Нити тычинок внизу расширенные и сросшиеся, образуют трубку или кольцо. Колокольчатая чашечка 4—6 мм длиной с острыми зубцами (которые достигают выемки венчика), надрезанная примерно наполовину. В основании между зубцами — небольшие плёнчатые участки.
Цветение с мая по июль.
Цветки опыляются насекомыми. У кортузы есть физиологическое приспособление, препятствующее самоопылению, — полная самонесовместимость. Цветки кортузы гомогамные. Они обычно обращены вниз, лепестки их отогнуты вверх, а длинные пыльники образуют выступающий из трубки венчика конус, через который проходит столбик с рыльцем. Пыльца из вскрывшихся пыльников легко попадает на расположенное под ними рыльце. Однако при опылении собственной пыльцой оплодотворение не происходит, и при отсутствии насекомых-опылителей растение совершенно не образует семян. В цветках нет нектара, и насекомые посещают их в основном ради пыльцы. При сборе пыльцы насекомое садится на цветок, цепляясь лапками за конус тычинок. Оно как бы висит на цветке, и его брюшко обращено вверх. При перемещении насекомого вокруг конуса, сопровождаемом быстрой вибрацией крыльев, сыпучая пыльца из интрорзно вскрывающихся пыльников высыпается через отверстие в конусе на его грудные и брюшные волоски. Исследования польских учёных в Татрах показали, что чаще других кортузу опыляют шмели, двукрылые и жесткокрылые. Завязь нижняя.
Формула цветка: {\displaystyle \ast K_{(5)}\;C_{(5)}\;A_{(5)}\;G_{({\overline {5}})}}
Коробочка — многосемянная, округло-яйцевидная, или удлинённо-яйцевидная, или грушевидная, пятистворчатая, в 2—2,5 раза длиннее чашечки, вскрывается пятью створками, содержит 20—40 семян диаметром чуть более 1 мм. При вскрывании створки коробочки отгибаются наружу; семена линзовидные или сплюснуто-шаровидные, морщинистые.
Размножение, видимо, только семенами, имеющими высокую всхожесть. Достоверных сведений о наличии в природе вегетативного размножения нет. Распространяется путём анемохории и, возможно, гидрохории (так как часто растёт в непосредственной близости от проточных вод). Семена легко прорастают на свету. При воздействии пониженных температур (−5° С) всхожесть увеличивается. Более высокие температуры убивают большинство семян. Сведения о сроках сохранения жизнеспособности семян в литературе отсутствуют. Вероятно, со временем всхожесть быстро теряется:195.
Диплоидный набор хромосом 2n = 24.
Тип в Лондоне. Описан из Австрии и Сибири («in alpibus Austriae, Sibiriae»).

## Распространение и среда обитания
Евразиатский бореальный вид. Появился в современных местах обитания, видимо, во время плейстоцена в результате наступления ледников.
Распространён в странах Центральной и Восточной Европы (Австрия, Болгария, Чехия (встречается исключительно редко) и Словакия, Франция, Германия, Швейцария, Италия, страны бывшей Югославии, Польша, Румыния), в России, в северной части Азии (от Урала до Японии), в Гималаях. Ареал вида разорванный, часто представлен локальными популяциями:193.
По другим данным, европейский вид, восточная граница ареала его лишь чуть-чуть переходит Волгу.

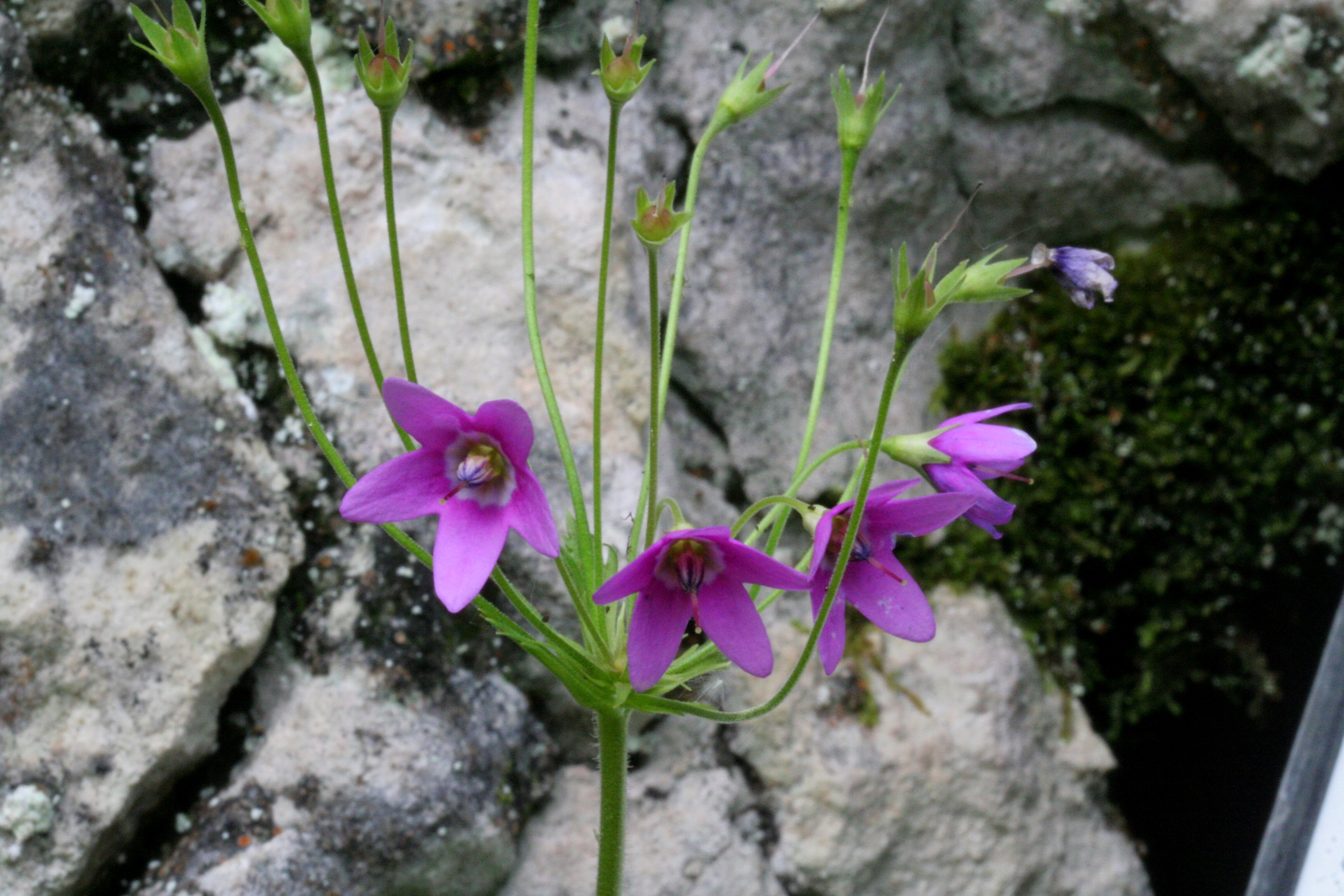
Растение часто встречается в трещинах на выходах скал

В условиях Европы вид обычно встречается на влажных местообитаниях в кустарниковых сообществах среднего и субальпийского горных поясов, прежде всего — в тенистых ущельях, где весной долго лежит снег, и на замшелых выходах скал, в непосредственной близости от родников и небольших ручьёв, где влажность воздуха постоянно высока. Теневынослив. Как правило, приурочен к отложениям туфа, суглинкам, известнякам, доломитам и выходам сланцев (кальцефил). Часто растёт на карбонатных и кремнистых почвах, богатых элементами минерального питания, и с высоким содержанием гумуса.
В лесной зоне растёт обычно в еловых и буковых лесах в затенённых местах с хорошо развитым травяно-кустарничковым ярусом, с избыточным увлажнением проточными водами и богатых известью — вдоль ручьёв и небольших речек, нередко у самой воды или, как правило, не далее 1 м от воды, на почвах с реакцией, близкой к нейтральной (pH от 6,5 до 7,7):193. Благодаря интенсивному семенному возобновлению и быстрому разрастанию иногда образует густые скопления.
В целом растение нетребовательно к почвенным условиям; часто укореняется на мелкой гальке у самой воды и в мелких трещинах на камнях:193.
В горах достигает высот от 800 до 2000 м над уровнем моря. В Альпах встречается на высоте от 1080 м. В Карпатах доходит до 2154 м (пик Гавран в Бельянских Татрах), но опускается до 740 м в Оравских Бескидах. По мере увеличения высоты, а следовательно и снижения средней температуры воздуха, растение выбирает всё более освещённые места.
В европейской части России растёт во влажных берёзово-сосновых лесах с зарослями высокотравья, а также в ольхово-черёмуховых кустарниковых зарослях (уремах) по склонам речных долин или глубоких лесных оврагов в Башкортостане, на Урале; в северо-восточных районах (бассейны Северной Двины и Печоры, северный берег острова Вайгач) в зарослях высокотравья и кустарников в травянистых и мохово-разнотравных еловых, смешанных лесах:193 на каменистых берегах рек. В тундре и лесотундре кортуза встречается на разнотравных лужайках, среди влажных мохово-разнотравных ивняков, по склонам оврагов.
В Центральной России вид отмечен лишь в смешанных долинных лесах в составе пойменного высокотравья в Московской, Тверской (Старицкий район) и Калужской (на реке Тарусе в дубраве:193) областях. По сведениям Сырейщикова, в Московской губернии были известны три популяции по берегам Москвы-реки в верхнем течении (на известняках близ села Григорова Рузского уезда (в большом количестве), близ погоста Кортина, близ станции Мухино — «Полевский прилом»):30, из которых две уже, видимо, утрачены (осталась только в Рузском районе между станциями Полушкино и Тучково возле деревни Васильевское, на территории памятника природы «Местообитание кортузы Маттиоли на выходах известняков в долине реки Москвы»). Ещё одна популяция найдена в Подольском районе. Вид нуждается в строгой охране как находящийся под угрозой полного исчезновения из флоры Московской области.
На Украине — изредка на скалах и в кустарниках субальпийского пояса в Карпатах (хребет Черногора) и в Черновицкой области (гора Томнатик).
Редкое растение, хотя иногда встречается в изобилии (окрестности Архангельска, река Банная).

### Охранный статус
Кортуза Маттиоли не относится к растениям, собираемым в массовом порядке для фармацевтических, декоративных и других подобных целей. Места её обитания, как правило, трудно доступны, редко посещаемы человеком и, следовательно, довольно хорошо защищены от непосредственной угрозы с его стороны. Главной угрозой растению в некоторых местах являются изменения, происходящие в биотопах, в которых растение живёт. В первую очередь это интенсивные рубки лесов и происходящие вследствие этого изменения водных отношений в небольших лесных биологических сообществах, а также регулирование водотоков человеком.
Кортуза Маттиоли включена в Красные книги Удмуртской Республики (охраняется на территории памятника природы «Урочище Пудемское»), ХМАО — Югры (на территории заповедника «Малая Сосьва» охраняется), Вологодской (видимо, исчезла в единственном известном в области местонахождении),
Калужской, Кировской (охраняется на территории памятника природы «Филейская популяция кортузы Маттиола» в Кирове), Московской, Тверской и Тюменской областей, охраняется в Архангельской области и Республике Коми:557.
За пределами России кортуза Маттиоли на государственном уровне охраняется в большинстве приальпийских и прикарпатских стран: в Чехии (разрешён только сбор плодов) и Словакии, в Польше (с 2007 года), Германии, на Украине, во Франции.

## Классификация
Долгое время вид Cortusa matthioli L. считался единственным в монотипном роде Cortusa.
Чешский ботаник Йозеф Подпера (чеш. Josef Podpěra) выделял несколько форм в пределах вида, опираясь при этом на существенное географическое разграничение рас; попытки выделить новые виды на основе этих форм встречали с его стороны критику. Он также отмечал существование переходных форм.
Ан. А. Фёдоров, основываясь на очевидной близости кортузы к роду Первоцвет, во Флоре СССР вообще сохранил «линнеевское название для русской кортузы лишь в качестве временного».
Ю. П. Юдин, отмечая, что у кортузы Маттиоли (как и других видов растений известнякового реликтового комплекса) могут быть обнаружены значительные и бесспорные уклонения от исходных основных типов, иногда приближающиеся по значимости к видовым признакам, считал тем не менее, что эти уклонения недостаточны для фиксации этих форм как определённых таксономических единиц.
С. К. Черепанов в сводке «Сосудистые растения России и сопредельных государств» (1995) привёл взгляд ботаников-систематиков конца XX века на таксономическое состояние рода Кортуза в России. По его мнению, род насчитывает, кроме Cortusa matthioli L., ещё восемь видов.
В 2010 году ботаники Королевских ботанических садов Кью и Миссурийского ботанического сада, создающие сводный The Plant List, включили вид Cortusa matthioli L. в состав рода Cortusa наряду с тремя другими.

### Таксономическая схема
|  |                                      |  |                                                             |                                                             |                        |  | ещё 37 семейств (согласно Системе APG IV) | ещё 37 семейств (согласно Системе APG IV) |                           |  |  |  | ещё 63 рода | ещё 63 рода          |  |  |
|  |                                      |  |                                                             |                                                             |                        |  | ещё 37 семейств (согласно Системе APG IV) | ещё 37 семейств (согласно Системе APG IV) |                           |  |  |  | ещё 63 рода | ещё 63 рода          |  |  |
|  |                                      |  |                                                             | порядок Гвоздичноцветные                                    |                        |  |                                           |                                           | подсемейство Первоцветные |  |  |  |             | вид Кортуза Маттиоли |  |  |
|  |                                      |  |                                                             | порядок Гвоздичноцветные                                    |                        |  |                                           |                                           | подсемейство Первоцветные |  |  |  |             | вид Кортуза Маттиоли |  |  |
|  | отдел Цветковые, или Покрытосеменные |  |                                                             |                                                             | семейство Первоцветные |  |                                           |                                           | род Кортуза               |  |  |  |             |                      |  |  |
|  | отдел Цветковые, или Покрытосеменные |  |                                                             |                                                             |                        |  |                                           |                                           |                           |  |  |  |             |                      |  |  |
|  |                                      |  | ещё 63 порядка цветковых растений (согласно Системе APG IV) | ещё 63 порядка цветковых растений (согласно Системе APG IV) |                        |  |                                           | ещё 3 подсемейства                        | ещё 3 подсемейства        |  |  |  | ещё 3 вида  |                      |  |  |
|  |                                      |  |                                                             | ещё 63 порядка цветковых растений (согласно Системе APG IV) |                        |  |                                           |                                           | ещё 3 подсемейства        |  |  |  |             |                      |  |  |

Синонимы, принятые базой данных The Plant List:
- Cortusa gradissima Schur
- Cortusa matthioli f. moravica Podp.
- Cortusa matthioli subsp. moravica (Podp.) Sojak
- Cortusa matthioli f. pubens (Schott, Nyman et Kotschy) Schur
- Cortusa pekinensis (V.A.Richt.)[46] Losinsk.
- Cortusa pubens Schott, Nyman et Kotschy

Инфравидовые ранги, принятые базой данных The Plant List:
- Cortusa matthioli subsp. altaica (Losinsk.) Korobkov
- Cortusa matthioli subsp. matthioli
- Cortusa matthioli subsp. pekinensis (V.A.Richt.) Kitag.
- Cortusa matthioli var. sachalinensis (Losinsk.) T.Yamaz.
- Cortusa matthioli subsp. sibirica (Andrz. ex Besser) Nyár.
- Cortusa matthioli subsp. turkestanica (Losinsk.) Iranshahr & Wendelbo

## Значение и применение
Используется как выносливое декоративное растение в садоводстве. Является одним из самых красивых растений для каменистого садика. Требует для вегетации низкой и относительно постоянной температуры. Для успеха выращивания располагают в тенистом прохладном месте и на почве, богатой гумусом, в смеси торфа и суглинка. На зиму корни укрывают. В условиях сада размножают семенами или делением корней. Обращаться с растениями следует с осторожностью, поскольку волоски опушения содержат гликозид примин, который может у некоторых людей вызывать покраснение кожи и зуд.
Можно выращивать в горшках как комнатное растение.
Прежде растение использовали в лекарственных целях. С. Ф. Грей в книге Supplement to the Pharmacopoeia (издание 1821 года) указывал, что кортузу Маттиоли можно применять как болеутоляющее и отхаркивающее. Н. И. Анненков в Ботаническом словаре (издание 1878 года) со ссылкой на статью этнографа и ботаника А. П. Крылова в Трудах Общества естествоиспытателей при Казанском университете (1876) отмечал, что в Пермской губернии «листья этого растения пьют как чай от падучей болезни, от глухоты и беспамятства, причём носят его ещё на себе на кресте».

## Пищевые цепи
В Туркменистане на кортузе Маттиоли был найден ржавчинный гриб Puccinia cortusae Tranzschel. В Европе и Центральной Азии на листьях кортузы, вызывая их пятнистость, паразитирует гриб Ramularia cortusae Petr. из семейства Микосферелловые. На растениях с горного массива Мала Фатра (Словакия) известен головнёвый гриб Urocystis cortusae (Liro) Schwarzman.
На Южном Урале плоды этого растения часто повреждаются насекомыми, которые прогрызают стенки коробочки и выедают её содержимое; ими повреждается также и вегетативная сфера.
Кортуза Маттиоли поедается скотом.
|                |  |
| Листья, цветки |  |